# Diphenylphthalat
Diphenylphthalat ist eine chemische Verbindung aus der Gruppe der Phthalate.

## Gewinnung und Darstellung
Diphenylphthalat kann durch Reaktion von aus Phthaloylchlorid und Phenol gewonnen werden.

## Eigenschaften
Diphenylphthalat ist ein weißer geruchloser Feststoff, der praktisch unlöslich in Wasser ist.

## Verwendung
Diphenylphthalat wurde als Weichmacher bei der Herstellung von Nitro- und Ethylcellulose, Polystyrol, Phenol- und Vinylharzen verwendet.